# Christoph Amberger

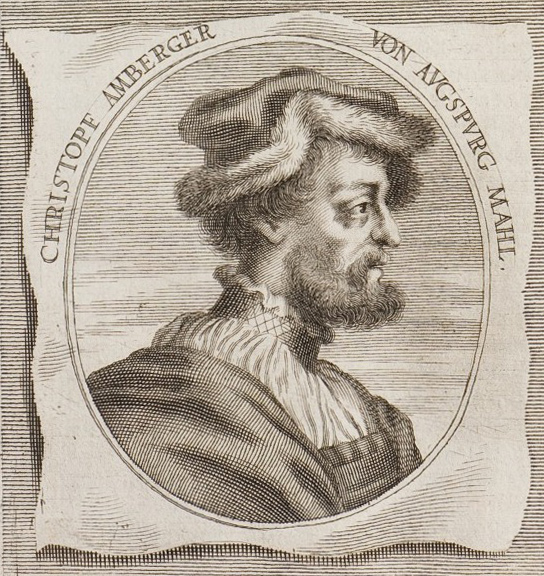
Christoph Amberger

Christoph Amberger, född omkring 1500, död 1561 eller 1562 i Augsburg, var en tysk porträttmålare.

## Biografi
Amberger var påverkad av Burckmair, som kanske var hans lärare. Senare studerade han venetianernas verk och tillägnade sig deras kolorit. Han uppvisade i sina porträtt en naturlighet som är ledande för hans epok. Ambergers samtid uppskattade honom. Han var de tyske furstarnas och högtställda borgarnas privilegierade målare. Ambergers kanske mest betydande verk är högaltaret i Augsburgs domkyrka.

## Porträttmålningar (utval)
- Karl V, (1532)
- Georg von Frundsberg, tysk krigsherre, (1543)
- Sebastian Münster, tysk humanist, (ca 1550)